# Nod (grafteori)
Noder eller hörn är i grafteori en av de två bestådsdelarna i en graf. Hörnen i en graf kan bindas samman av kanter. Formellt skrivs en graf G=(V,E) där V (från engelska "vertex") är mängden av alla hörn i grafen, och E (engelska "edge") är mängden av alla kanter.
Som ett exempel kan städer och vägförbindelser mellan dessa beskrivas med en graf, där städer representeras av hörn och vägförbindelser av kanter.
Speciellt när man talar om träd kallas en nod, i, med deg(i) = 1 "blad" eller "löv"; är deg(i) > 1 är det en "intern nod" eller "inre nod".